# Drosophila couturieri
Drosophila couturieri är en tvåvingeart som beskrevs av Léonidas Tsacas 2006. Drosophila couturieri ingår i släktet Drosophila och familjen daggflugor.
Artens utbredningsområde är Elfenbenskusten.